# Lengsholm
Lengsholm er en proprietærgård i Lendum Sogn, Horns Herred, Hjørring Amt, Sindal Kommune. Gården er på 190 hektar.

## Historie
Lengsholm er en gammel hovedgård, der forekommer i historien omkring midten af det 15. århundrede, da den tilhørte slægten Vognsen. Derefter kom Lengsholm ved giftermål til slægten Rodsteen, hvoraf Ida Rodsteen i begyndelsen af det 18. århundrede bragte gården til sin mand Jørgen Bille, der døde i 1736, hvorefter Lengsholm overgik til svigersønnen greve Schack Vittinghof Holck, efter hvem den arvedes af sønnen grev B. G. Holck, som i 1784 solgte med 42 tdr. hartkorn hovedgårdsjord, 12 tdr. tiendehartkorn samt 201 tdr. hartkorn bøndergods til P. Thodberg. Denne solgte ni år senere gården til major von Penick, som i 1803 solgte Lengsholm til N. Hillerup og A. H. Rasmussen. 
Disse frasolgte det meste af godset, hvorved gården mistede sine hovedgårdsrettigheder.
Af senere ejere kan nævnes brødrene Schack og Lebrecht Eyber, J. F. Kæhler og J. Fr. Hartz. I årene før og efter verdenskrigen var Lengsholm en del i handelen, og vekslende ejer frasolgte dele af jordtilliggendet. I 1922 købtes Lengsholm af proprietær Poul Jørgensen, hvis søn, Knud Jørgensen, overtog gården i 1965. Da Knud Jørgensen døde i 2001, overtog dennes søn, Per Jørgensen, gården. 
Hovedbygningen, der ligger syd for have og park, er opført i 1883. Den er af grundmur, bygget i et stokværk med gennemgående frontispice og tag af tegl.

## Ejere af Lengsholm
- (1465-1471) Jens Stennshede Vognsen
- (1471-1475) Morten Nielsen Vognsen
- (1475-1486) Mourids Nielsen Gyldenstierne / Las Bratze / Mikkel Lauridsen
- (1486-1504) Mourids Nielsen Gyldenstierne / Las Bratze
- (1504-1506) Sophie Nielsdatter Vognsen
- (1506-1532) Markor Jensen Rodsteen nr. 1
- (1532-1581) Jens Markorsen Rodsteen
- (1581) Lisbet Knudsdatter Bille
- (1581-1598) Markor Jensen Rodsteen nr. 2
- (1598-1648) Knud Markorsen Rodsteen
- (1648-1662) Else Jacobsdatter Vind
- (1662-1679) Jens Knudsen Rodsteen
- (1679-1680) Else Jacobsdatter Vind
- (1680-1685) Else Cathrine Markorsdatter Rodsteen
- (1685-1708) Kirsten Beck / Ove Budde
- (1708-1719) Kirsten Beck
- (1719-1725) Ida Frederiksdatter Rodsteen
- (1725-1733) Jørgen Bille
- (1733) Christine Birgitte Jørgensdatter Bille
- (1733-1776) Schack Vietinghof Holck
- (1776-1784) Burchard Georg Holck
- (1784-1793) Peder Thodberg
- (1793-1800) Johan Gottlieb von Penick
- (1800-1804) Niels Frederik Hillerup / Arent Hassel Rasmussen
- (1804) Arent Hassel Rasmussen
- (1804-1830) Knud Bolwig
- (1830-1835) Christian Severin Brønnum
- (1835-1845) Schack Eyber / Lebrecht Eyber
- (1845-1885) Johan Ferdinand Kæhler
- (1885-1894) Johan Ferdinand Hartz
- (1894-1907) J.P. Sørensen
- (1907) N. Holm-Jensen
- (1907) C.E. Møller
- (1907-1909) H. Riis-Hansen
- (1909) R. Stahlhut
- (1909-1910) Niels Andersen
- (1910-1914) A. Andersen Kjeldal
- (1914-1917) Forskellige ejere
- (1917-1918) Trudegård / E. Nielsen
- (1918) Konsortium
- (1918-1919) Christian Møller
- (1919) J. Tang
- (1919-1920) Valdemar Jensen
- (1920-1921) Christian Møller
- (1921-1922) Vrå Bank
- (1922-1965) Poul Jørgensen
- (1965-2001) Knud A. Jørgensen
- (2001-) Per Worsøe Jørgensen

|  | Denne artikel om en bygning eller et bygningsværk kan blive bedre, hvis der indsættes et (bedre) billede. Du kan hjælpe ved at afsøge Wikimedia Commons for et passende billede eller lægge et op på Wikimedia Commons med en af de tilladte licenser og indsætte det i artiklen. |